# Jean Coignon
Jean Coignon est un auteur belge de dessins animés né à Bruxelles le 14 juin 1927.
Il se forme à l'Académie royale des beaux-arts de Bruxelles. À l'âge de 20 ans, il part à Paris travailler dans l'équipe de Paul Grimault pour le dessin animé de long métrage La Bergère et le Ramoneur. Ainsi formé aux techniques de l'animation cinématographique, il rentre à Bruxelles où il assure son gagne-pain en réalisant des spots publicitaires, des schémas animés pour des documentaires de l'école belge du documentaire, entre autres pour  Emile Degelin  et  Jean-Marie Piquint, mais aussi quelques œuvres personnelles qu'il dessine et filme patiemment dans son propre studio avec le concours de son épouse Line Théaudière.

## Filmographie
- 1961 : Le Poirier de misère, court métrage
- 1962 : Le Cadeau d'Oscar, court métrage.
- 1962 : Le Triangle de Pythagore, court métrage.
- 1965 : La Pluie et le Beau Temps, court métrage.
- 1966 :  Demokratia, court métrage.
- Schémas animés pour des films documentaires: La Cybernétique de Jean-Marie Piquint, Industrie et Société et Préhistoire du cinéma d'Émile Degelin, etc.
- Des spots publicitaires pour Vandam K H. et Belgique ciné publicité.